# Daramorzsa
A daramorzsa az éttermi meleg tészták csoportjába tartozó desszert. Nem összetévesztendő a császármorzsával, más néven a  Kaiserschmarrnnal. 

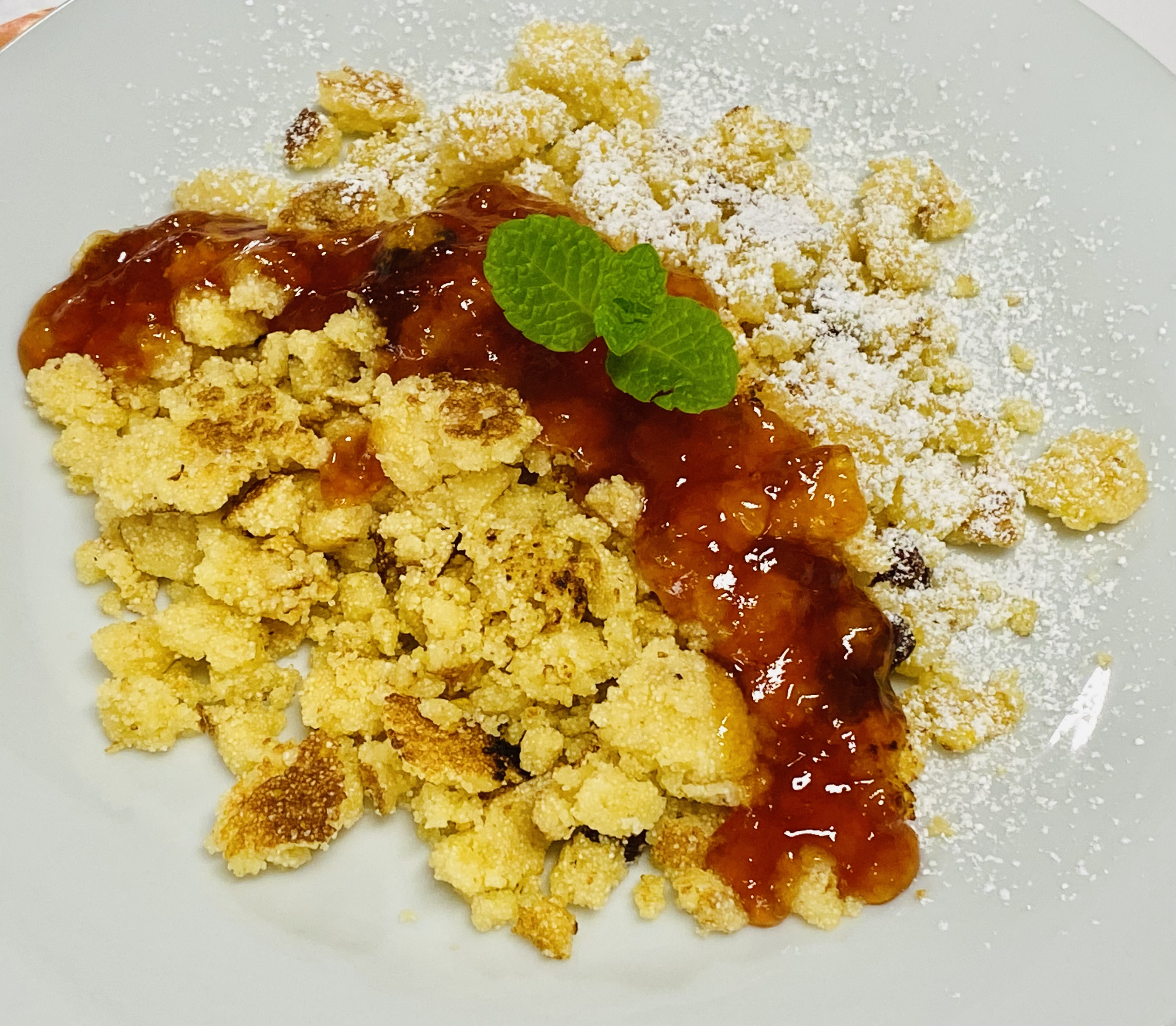
Daramorzsa

Összetétele: búzadara, tojás, reszelt citrom héj, cukor, vaníliás cukor, tej vagy tejszín, olvasztott vaj, mazsola. Elkészítésében megegyezik a császármorzsával, de a fő alapanyag itt a búzadara, nem a liszt. Tálalásnál kikevert barackízzel gazdagítják és porcukorral hintik.

## Elkészítése
A tojás sárgáját a cukor kétharmadával kihabosítják, a fehérjéből a maradék cukorral kemény habot vernek. A tojássárgahabba keverik a többi hozzávalót. Ezután a felvert tojás fehérjét óvatosan belekeverik. Egy serpenyőben vajat olvasztanak vagy olajat hevítenek, és a masszából a meleg zsiradékba kb. 2 cm vastagságú mennyiséget öntenek. Amikor az alja elkezd barnulni, apróbb galuskákra darabolják egy fakanál vagy egy szilikonlapát segítségével, és tovább pirítják, amíg aranybarna nem lesz. Ezután tálalják, kikevert rumos vagy rumaromás barackízzel gazdagítják, és porcukorral meghintik, díszítik.
Eredetét tekintve az osztrák Kaiserschmarrn volt az ötletadó, de a köztudat ezt is császármorzsának ismeri. Gyors elkészítése miatt közkedvelt desszert.